# Henry Rogers Seager
Henry Rogers Seager, né le 21 juillet 1870 à Lansing et mort le 23 août 1930 à Kiev, est un économiste américain.

## Biographie
Henry Rogers Seager naît le 21 juillet 1870 à Lansing dans le Michigan. Il est le fils de Schuyler Fiske Seager, avocat, et d'Alice ( Berry ) Seager.
Diplômé de l'université du Michigan en 1890, il étudie ensuite à l'université Johns Hopkins où il est élève de Herbert Baxter Adams et Richard T. Ely, avant de partir à l'étranger pour parfaire sa formation à Halle, Berlin et Vienne pendant un an.
Il est professeur d'économie à l'Université Columbia de 1905 jusqu'à sa mort. Il est un membre éminent de l'Association américaine pour la législation du travail.
Il est une autorité reconnue en matière de problèmes de travail.
En 1910 il publie Social Insurance: A Program of Social Reform.
Henry Rogers Seager meurt le 23 août 1930 à Kiev,.